# Giovanni di Viktring
Giovanni di Viktring in tedesco Johann von Viktring, in sloveno Janez Vetrinjski, in latino Iohannis abbatis Victorensis (1270 circa – San Pietroburgo, 12 novembre 1347) è stato un abate austriaco, cronista, consigliere politico del duca Enrico di Carinzia e Tirolo.

## Biografia
Non si conosce nulla della sua giovinezza; era di origine aristocratica, forse proveniva dal Ducato di Lorena e precisamente dalla zona di Metz. Dopo aver ricevuto un'educazione spirituale completa, il 15 febbraio 1312 divenne abate cistercense di Viktring in Carinzia. La sua intelligenza gli aprì le porte della nobiltà carinziana e del potere civile. Giovanni fu cappellano e confidente del duca Enrico di Carinzia e Tirolo; nel 1330 accompagnò re Giovanni I di Boemia nella sua campagna da Innsbruck nel Tirolo attraverso il passo del Brennero fino a Trento, presumibilmente su incarico del duca di Carinzia.
Dopo la morte di Enrico nel 1335, Giovanni compì un viaggio a Linz nel Ducato d'Austria su richiesta della figlia di Enrico, la contessa Margherita di Tirolo-Gorizia, allo scopo di difendere le sue rivendicazioni dei possedimenti paterni dinanzi all'imperatore Ludovico il Bavaro. Sebbene Margherita potesse contare sul suo matrimonio con il principe Giovanni Enrico di Lussemburgo, la missione fallì definitivamente allorché i due duchi della casa d'Asburgo, Alberto II d'Austria e suo fratello Ottone il Gioioso presero possesso delle terre carinziane oggetto della controversia al posto di Margherita. I duchi austriaci divennero così anche signori dell'abbazia di Viktring e si avvalsero anche loro della sapienza dell'abate, ricorrendo ai suoi consigli in tutti i più importanti affari di governo. Giovanni soggiornò frequentemente nella loro residenza viennese come segretario privato fino al 1341, quando si dimise e volle ritirarsi nella pace della sua abbazia per scrivere la cronaca dei suoi tempi. Fu anche cappellano di Bertrando di San Genesio, patriarca di Aquileia.

## Opera
La sua cronaca, intitolata Liber certarum historiarum ("Libro delle storie certe") è pervenuto in epoca moderna in diverse forme. La forma originaria, di cui fa fede un manoscritto conservato alla Bayerische Staatsbibliothek di Monaco di Baviera, è una storia delle terre di Austria e Carinzia dall'ascesa dell'ultimo duca della Casa di Babenberg Federico II nel 1230 fino al 1341 ed è dedicata al duca della casa d'Asburgo Alberto II. Le notizie dei tempi più remote sono basate sulla cronaca in rima dello storico Ottocaro di Gaal e dalle opere di Martino Polono, mentre il resto è scritto secondo le notizie raccolte dallo stesso Giovanni durante i suoi numerosi viaggi.
Nel 1342 ampliò l'opera, facendone una cronaca del Sacro Romano Impero, a partire dal 1217. La riscrisse ancora una volta nel 1343, anticipandone l'inizio all'età carolingia. In questa redazione l'opera è nota sola in un'edizione rimaneggiata, con il titolo di Chronicon Anonymi Leobiensis. Giovanni è considerato uno dei più importanti cronisti della sua epoca. Era un uomo di grande erudizione e aveva familiarità con i poeti classici latini e greci. La sua prosa è lucida e i suoi giudizi sugli accadimenti del suo tempo mostrano una grande imparzialità. Fu influenzato da Ottone di Frisinga e condanna nella sua cronica la politica antipapale dell'imperatore Ludovico il Bavaro.